# إسكندر مؤمني
إسكندر مؤمني (بالفارسية: اسکندر مؤمنی؛ من مواليد 1962) هو قائد عسكري وسياسي إيراني يشغل منصب وزير الداخلية في حكومة مسعود بزشكيان منذ أغسطس 2024. ينتمي إلى المعسكر الأصولي ويوصف بأنه "جنرال شرطة معتدل نسبيًا".

## السيرة الشخصية
ولد اسكندر مؤمني عام 1962 في مدينة قائمشهر، محافظة مازندران. كان نائب قائد قوة إنفاذ القانون في الجمهورية الإسلامية الإيرانية من مارس 2015 إلى عام 2018. وكان مؤمني يشغل منصب رئيس شرطة المرور الوطنية (ناجا) من عام 2009 إلى عام 2015، خلفاً لمحمد رويانيان. وبعده حل محله تقي مهري في ممر النجا. كما خدم كعضو في الحرس الثوري خلال الحرب العراقية الإيرانية وقائدًا لقوة شرطة خراسان. وكان موميني أيضًا نائب مدير العمليات في منظمة NAJA وأحد مؤسسي شرطة 110 دولة. حاصل على درجة الدكتوراه في الأمن الوطني وهو عضو هيئة التدريس بجامعة علوم الشرطة.
حصل مؤمني على درجة الماجستير في العلاقات الدولية من جامعة طهران والدكتوراه في الأمن القومي من جامعة الدفاع الوطني.
كان عضواً في الحرس الثوري خلال الحرب العراقية الإيرانية. كان مؤمني قائداً لشرطة خراسان من عام 2003 إلى عام 2004، ومن عام 2003 إلى عام 2005 شغل منصب نائب رئيس الشرطة للشؤون الشرطية. ومن عام 2004 إلى عام 2005، تولى أيضًا رئاسة مركز الطوارئ 110 التابع للشرطة، ومن عام 2005 إلى عام 2008، كان نائب رئيس عمليات الشرطة. كان رئيسًا لشرطة المرور من عام 2009 إلى عام 2015، وشغل منصب نائب قائد قوة الشرطة من عام 2015 إلى عام 2018.

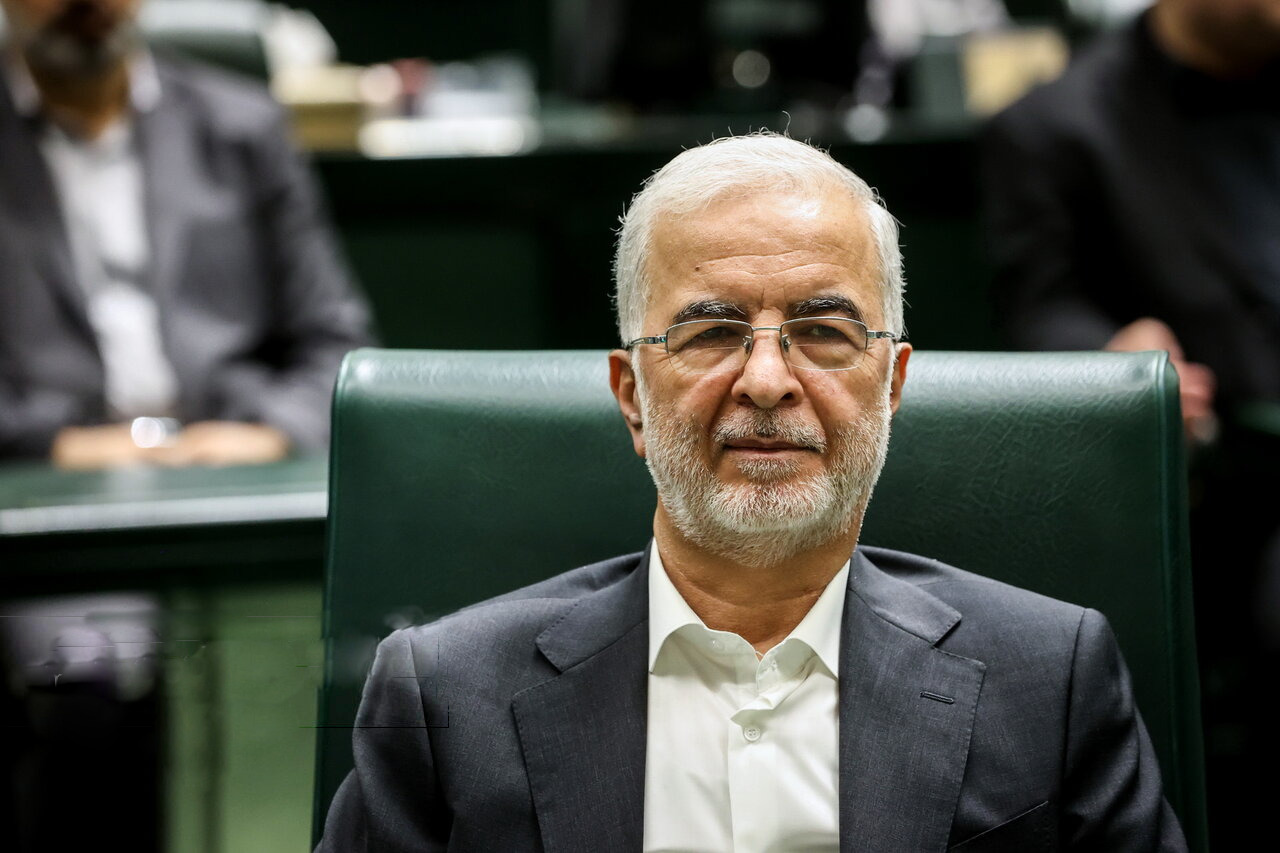
مؤمني في جلسات التصويت على الوزراء الذين اقترحهم مسعود بزيكيان في أغسطس 2024

لديه خلفية في الحرس الثوري، شغل سابقًا منصب رئيس أركان لواء مالك الأشتر وفرقة كربلاء الخامسة والعشرين وقائدًا لقوة الشرطة في محافظة خراسان رضوي. وفي وقت لاحق تم تعيينه نائبًا لعمليات الشرطة ومن عام 2009 إلى عام 2015 قاد شرطة المرور الإيرانية خلفًا لمحمد رويانيان. شغل منصب الأمين العام لمقر مكافحة المخدرات من عام 2018 إلى عام 2025. وفي خطاب أمام البرلمان أثناء تأكيده على المنصب، وعد بمحاولة تعزيز المساواة الاجتماعية والمساواة بين الجنسين.